# L'Enfant du bordel
Ne doit pas être confondu avec L'Enfant du carnaval (Pigault-Lebrun).
L'Enfant du bordel, ou Les Aventures de Chérubin est un roman libertin de Pigault-Lebrun publié en 1800. Ce roman met en scène une maison close perdant son fonctionnement payant, ainsi que son image d'endroit sale et délabré, pour devenir un lieu d'amourettes légères.

## Récit
L'Enfant du bordel raconte les aventures de l'adolescent Chérubin, élevé dans une maison close après la mort de sa mère, en couches. Le bordel, présenté ici dans une vision édulcorée, le forge très tôt à la mécanique amoureuse.

## Historique
Le roman a paru anonymement en 1800, mais on l'attribua bien vite à Pigault-Lebrun, qui était déjà l'auteur d'un autre roman singulier avec un titre similaire : L'Enfant du carnaval. Les éditions et études modernes conservent encore ouvertement aujourd'hui cette attribution.

## Éditions modernes
Pigault-Lebrun, L'Enfant du bordel, La Musardine, 1997, 126 p. (ISBN 284271007X)
Pigault-Lebrun, L'Enfant du bordel, Zulma, 2002, 124 p. (ISBN 2843042135)
Collectif, Romanciers libertins du XVIIIe siècle, t. II, Paris, Éditions Gallimard, 2005, 1696 p. (ISBN 2070115704)